# 21553 Monchicourt
21553 Monchicourt è un asteroide della fascia principale. Scoperto nel 1998, presenta un'orbita caratterizzata da un semiasse maggiore pari a 2,2255256 UA e da un'eccentricità di 0,1649412, inclinata di 2,08599° rispetto all'eclittica.